# Papirus 97
Papirus 97 (według numeracji Gregory-Aland), oznaczany symbolem {\displaystyle {\mathfrak {P}}^{97}} – grecki rękopis Nowego Testamentu, spisany w formie kodeksu na papirusie. Paleograficznie datowany jest na VI lub VII wiek. Zawiera fragmenty Ewangelii Łukasza.

## Opis
Zachowały się tylko fragmenty Ewangelii Łukasza (14,7-14).

## Tekst
Tekst fragmentu reprezentuje aleksandryjską tradycję tekstualną. Kurt Aland nie zaklasyfikował go do żadnej kategorii.

## Historia
Aland umieścił rękopis na liście greckich rękopisów Nowego Testamentu, w grupie papirusów, dając mu numer 97.
Rękopis datowany jest przez INTF na VI/VII wiek.
Jest cytowany w krytycznych wydaniach Nowego Testamentu (NA27, UBS4).
Obecnie przechowywany jest w Chester Beatty Library (P. Chester Beatty XVII) w Dublinie.